# Cage Rage
Cage Rage Championships（ケイジ・レイジ・チャンピオンシップ、略称Cage Rage）は、イギリスの総合格闘技団体。

## 概要
定期的に開催されていたものとしてはイギリスでは初となる総合格闘技の大会で、代表のデイブ・オドネルが格闘技ジムにマットを寄付するため、チャリティーで小さな格闘技の大会を開催したのが始まり。
「PRIDE」との選手の交流を行っており、PRIDEから日本人選手が参戦していた。Cage Rage 20では、「K-1」との契約のこじれにより試合から遠ざかっていたボブ・サップがリングに乱入し、Cage Rage 21に参戦することが発表されたが、開催直前になって出場がキャンセルされた。
2007年9月、「EliteXC」を運営するProEliteによるCage Rageの買収が発表された。
2008年10月、ProEliteが財政難のため破綻するとデイブ・オドネルは新たな総合格闘技団体「Ultimate Challenge MMA」を創設した。

## 歴代王者
- 王座の変遷については「Cage Rage王者一覧」を参照。

## ルール
NJSACB制定のユニファイドルールに準拠。

### ラウンド
タイトル戦、ノンタイトル戦ともに5分間×3ラウンド制で行われる。ラウンド間のインターバルは1分間である。

### 試合場
UFCと同様に八角形の金網リングで試合が行われる。

### 「オープン・ガード」ルール
NJSACB制定のユニファイドルールでは、ダウンした相手への踏みつけ・頭部への蹴りまたは膝蹴りは全て禁止となっているが、Cage Rageでは、膠着防止のためレフェリーが「オープン・ガード」とコールした場合にのみ、ダウンした相手への上記の攻撃およびジャンプしてからの攻撃が可能となる独自ルールをCage Rage 13から採用した。ただし後にユニファイドルールに完全準拠するためこのオープン・ガードルールは廃止された。

## 興行歴
大会名の一覧についてはCage Rageの大会一覧を参照。
- Cage Rage 1（2002年9月7日、英国・ロンドン）
○ ランス・キング vs. ゲイリー・マーティン ×
○ トム・ジェラルド vs. クリス・ヒプキッス ×
△ デイブ・メイス vs. ロス・ベイリー △
○ ライアン・ノーウッド vs. ロブ・ナトリー ×
○ フィリー・サン vs. リー・シェアウッド ×
△ ライアン・ロビンソン vs. グレン・アップルバイ △
○ テリー・マクドガル vs. クリス・ヒル ×
○ マーク・ワルダー vs. ケイサン・ヒプキッス ×
○ フィル・ホームズ vs. スチュアート・ダウディング ×
○ ロビー・オリヴィエ vs. アンソニー・カーティス ×
△ サイモン・ホームズ vs. スティーブ・トーマス △
△ ポール・テイラー vs. マット・エウィン △
△ ジーン・シウバ vs. スティーブ・クーパー △

- Cage Rage 2（2003年2月22日、英国）
○ ジェラルド・ストレベンド vs. ジーン・シウバ ×

- Cage Rage 3（2003年6月8日、英国）
○ ジーン・シウバ vs. ダニー・バッテン ×
○ レイ・レメディオス vs. ポール・マクヴェイ ×

- Cage Rage 4: Lightning Strikes（2003年10月12日、英国）
○ ジーン・シウバ vs. アンディー・クーパー ×
○ マーク・ウィアー vs. ジョン・フランソワ・レノグ ×

- Cage Rage 5: Valentines Brawl（2004年2月15日、英国）
○ ジーン・シウバ vs. レイ・レメディオス ×

- Cage Rage 6: Night of the Gladiators（2004年5月23日、英国）
○ ジーン・シウバ vs. ジェラルド・ストレベンド ×

- Cage Rage 7: Battle of Britain（2004年7月10日、英国・ロンドン）
○ デイブ・エリオット vs. フィリー・サン ×
○ ポール・デイリー vs. グザヴィエ・フパ＝ポカム ×
○ リック・アンドリューズ vs. ジェレミー・ベイリー ×
○ ポール・ジェンキンス vs. ホナウド・カンポス ×
○ ジョン・フランソワ・レノグ vs. ダミアン・リシオ ×
○ ロビー・オリヴィエ vs. サミー・スキアヴォ ×
○ エマニュエル・フェルナンデス vs. レイ・レメディオス ×
○ マット・エウィン vs. ジェス・リアウディン ×
△ ジーン・シウバ vs. オリバー・エリス △
○ マイケル・ビスピン vs. マーク・エプスタイン × 【世界ライトヘビー級タイトルマッチ】
○ ホルヘ・リベラ vs. マーク・ウィアー ×

- Cage Rage 8: Knights of the Octagon（2004年9月11日、英国・Wembley Conference Centre）
○ マーク・ウィアー vs. ジョイユ・デ・オリベイラ ×
○ アンデウソン・シウバ vs. リー・マーレイ × 【世界ミドル級タイトルマッチ】

- Cage Rage 9: No Mercy（2004年11月27日、英国・ロンドン）
○ ブラッド・ピケット vs. スチュアート・グラント ×
○ ムスタファ・アルターク vs. Fereidoun Maghizadeh ×
○ サミ・ベリック vs. アブドゥル・モハメッド ×
○ アレックス・リード vs. テュリオ・パウハレス ×
○ ポール・デイリー vs. ジェス・リアウディン ×
○ ロビー・オリヴィエ vs. デイブ・エリオット ×
○ ソル・ギルバート vs. Ridas Vivada ×
○ ジーン・シウバ vs. サミー・スキアヴォ ×
○ レナート・ババル vs. シリル・ディアバテ ×
○ マイケル・ビスピン vs. マーク・エプスタイン × 【世界ライトヘビー級タイトルマッチ】
○ マット・リンドランド vs. マーク・ウィアー ×
○ イアン・フリーマン vs. ライアン・ロビンソン × 【世界ヘビー級タイトルマッチ】

- Cage Rage 10: Deliverance（2005年2月25日、英国）
○ アンディ・ウォーカー vs. アレシュ・デ・スーザ ×
○ デビッド・リー vs. リック・アンドリューズ ×
○ クリス・フリーボーン vs. ブラッド・ピケット ×
○ ロバート・ベリー vs. アンディ・ハービィ ×
○ ダン・ブルゾッタ vs. アンディ・コステロ ×
○ アンソニー・レイ vs. エヴァンゲリスタ・サイボーグ ×
○ サミ・ベリック vs. ジェレミー・ベイリー ×
△ ジーン・シウバ vs. レイ・レメディオス △
○ メルヴィン・マヌーフ vs. マチアス・リチオ ×
○ ホルヘ・リベラ vs. アレックス・リード ×
○ ガブリエル・サントス vs. マーク・ウィアー ×
○ カーティス・スタウト vs. ソル・ギルバート ×
○ レナート・ババル vs. ピエール・ギレット ×

- Cage Rage 11: Face Off（2005年4月30日、英国・ロンドン・Wembley Conference Centre）
○ リチャード・ブケット vs. Atilla Kubilay ×
○ トム・ブラックレッジ vs. Kuljit Degun ×
○ アブドゥル・モハメッド vs. ジェス・リアウディン ×
○ ロバート・ベリー vs. アンディ・コステロ ×
○ ブラッド・ピケット vs. アーロン・ブラックウェル ×
○ ハッサン・ムリディ vs. ヘンリーク・サンターナ ×
△ ポール・デイリー vs. ポール・ジェンキンス △
○ ロス・メイソン vs. ダミアン・リシオ ×
○ アンソニー・レイ vs. ピエール・ギレット ×
○ エヴァンゲリスタ・サイボーグ vs. マーク・エプスタイン ×
○ カーティス・スタウト vs. マーク・ウィアー ×
○ アンデウソン・シウバ vs. ホルヘ・リベラ × 【世界ミドル級タイトルマッチ】

- Cage Rage 12: The Real Deal（2005年7月2日、英国・Wembley Conference Centre）
○ ファビオ・ピエモンテ vs. シリル・ディアバテ ×
○ トラヴィス・ルター vs. マット・エウィン ×
○ カーティス・スタウト vs. ニルソン・デ・カストロ ×
○ ビトー・シャオリン・ヒベイロ vs. ジェラルド・ストレベンド ×
○ アレックス・リード vs. 佐々木恭介 ×
○ アントニオ・シウバ vs. ハファエル・カリーノ × 【世界ヘビー級タイトルマッチ】
○ マーク・ウィアー vs. ソル・ギルバート × 【英国ミドル級タイトルマッチ】

- Cage Rage 13: No Fear（2005年9月10日、英国・Wembley Conference Centre）
○ アブドゥル・モハメッド vs. アレッシャンドレ・イジドロ × 【英国ライト級タイトルマッチ】
○ ブラッド・ピケット vs. オジー・ハルク × 【英国フェザー級タイトルマッチ】
○ エヴァンゲリスタ・サイボーグ vs. ダレン・リトル ×
○ マーク・ウィアー vs. 佐々木恭介 ×
○ メルヴィン・マヌーフ vs. ファビオ・ピエモンテ × 【世界ライトヘビー級タイトルマッチ】
○ ジェームス・トンプソン vs. アンディ・コステロ ×
○ ビトー・シャオリン・ヒベイロ vs. ジーン・シウバ × 【世界ライト級タイトルマッチ】

- Cage Rage 14: Punishment（2005年12月3日、英国・Wembley Conference Centre）
○ ライアン・ホワイト vs. マーク・ブキャナン ×
○ ポール・デイリー vs. Joey Van Wanrooij ×
○ ジェシアス・カバウカンチ（J.Z.カルバン） vs. 小見川道大 ×
○ ロス・メイソン vs. ダレン・グイシャ ×
○ Nigel Whitear vs. ディーン・ブレイ ×
○ ロビー・オリヴィエ vs. クリス・フリーボーン ×
○ アラン・マードック vs. デイブ・レジェノ ×
○ ソル・ギルバート vs. グザヴィエ・フパ＝ポカム ×
○ ロバート・ベリー vs. マーク・ゴダード ×
○ マーク・エプスタイン vs. ブライアン・アダムス ×
○ マット・リンドランド vs. ニーノ・"エルビス"・シェンブリ ×
△ 松井大二郎 vs. アレックス・リード △
○ マーク・ウィアー vs. 小路晃 ×
○ ビクトー・ベウフォート vs. アンソニー・レイ ×
○ アンデウソン・シウバ vs. カーティス・スタウト × 【世界ミドル級タイトルマッチ】

- Cage Rage 15: Adrenalin Rush（2006年2月4日、英国・Wembley Conference Centre）
○ ジェイソン・バレット vs. ミンダウガス・アルボーシャス ×
○ ゼルグ・ガレシック vs. マイケル・ホルメス ×
○ ライアン・ロビンソン vs. ブライアン・アダムス ×
○ ソル・ギルバート vs. サミ・ベリック ×
○ マーク・エプスタイン vs. ダレン・リトル ×
○ テンギズ・テドラゼ vs. ロバート・ベリー × 【英国ヘビー級タイトルマッチ】
○ ブラッド・ピケット vs. ロビー・オリヴィエ × 【英国フェザー級タイトルマッチ】
○ クリス・ライトル vs. ロス・メイソン × 【世界ウェルター級王者決定戦】
○ ジーン・シウバ vs. ポール・デイリー ×
○ ファビオ・ピエモンテ vs. ジェイソン・デルーシア ×
○ トラヴィス・ルター vs. ペレ ×
○ 美濃輪育久 vs. デイブ・レジェノ ×
○ 松井大二郎 vs. カーティス・スタウト ×
○ メルヴィン・マヌーフ vs. エヴァンゲリスタ・サイボーグ × 【世界ライトヘビー級タイトルマッチ】

- Cage Rage 16: Critical Condition（2006年4月22日、英国・Wembley Conference Centre）
○ マーク・ブキャナン vs. Fereidoun Maghizadeh ×
○ ムスタファ・アルターク vs. マーティン・トンプソン ×
○ 中村大介 vs. マイケル・ジョンソン ×
○ エジソン・ドラゴ vs. テンギズ・テドラゼ ×
○ ジェレミー・ベイリー vs. ジェイソン・バレット ×
○ マーク・エプスタイン vs. ライアン・ロビンソン ×
○ ロバート・ベリー vs. ゲーリー・ローリングス ×
○ ブラッド・ピケット vs. 阿部裕幸 ×
○ ジョルジ・パチーユ・マカコ vs. カーティス・スタウト ×
○ アマール・スロエフ vs. ジェームス・ニコル ×
○ ポール・デイリー vs. デイブ・ストラッサー ×
○ デイブ・メネー vs. アレックス・リード ×
○ アンデウソン・シウバ vs. トニー・フリックランド × 【世界ミドル級タイトルマッチ】

- Cage Rage 17: Ultimate Challenge（2006年7月1日、英国・Wembley Arena）
○ ディーン・ブレイ vs. ダレン・グイシャ ×
○ ロビー・オリヴィエ vs. マーク・チェン ×
○ フィル・ノーマン vs. デビッド・ベルクヘーデン ×
○ ポール・デイリー vs. ロス・メイソン × 【英国ウェルター級タイトルマッチ】
○ アブドゥル・モハメッド vs. ジーン・シウバ ×
○ ピエール・ギレット vs. 松井大二郎 ×
○ マーク・エプスタイン vs. デイブ・レジェノ ×
○ ロバート・ベリー vs. 戦闘竜 ×
○ ゼルグ・ガレシック vs. カーティス・スタウト ×
○ ギルバート・アイブル vs. ファビアーノ・シェルナー ×
○ ロブ・ブロートン vs. ジェームス・トンプソン × 【英国ヘビー級王者決定戦】
○ メルヴィン・マヌーフ vs. イアン・フリーマン × 【世界ライトヘビー級タイトルマッチ】

- Cage Rage 18: Battleground（2006年9月30日、英国・Wembley Arena）
○ ゼルグ・ガレシック vs. ジェームス・ニコル ×
○ グザヴィエ・フパ＝ポカム vs. アレックス・クック ×
○ ロビー・オリヴィエ vs. ブラッド・ピケット × 【英国フェザー級タイトルマッチ】
○ ポール・デイリー vs. ソル・ギルバート × 【英国ウェルター級タイトルマッチ】
○ アレクサンドル・ルング vs. マーク・ブキャナン ×
○ ムスタファ・アルターク vs. 戦闘竜 ×
○ トニー・フリックランド vs. アレックス・リード ×
○ ビトー・シャオリン・ヒベイロ vs. アブドゥル・モハメッド × 【世界ライト級タイトルマッチ】
○ ロブ・ブロートン vs. ロバート・ベリー × 【英国ヘビー級タイトルマッチ】
○ デイブ・レジェノ vs. キモ・レオポルド ×
○ ムリーロ・ニンジャ vs. マーク・ウィアー ×
○ イアン・フリーマン vs. マーク・エプスタイン × 【英国ライトヘビー級タイトルマッチ】

- Cage Rage 19: Fearless（2006年12月9日、英国・Earls Court）
○ スレイ・マフムッド vs. フランチェスコ・リガート ×
○ マット・エウィン vs. アラン・マッコーリー ×
○ ジェス・リアウディン vs. ロス・メイソン ×
○ グザヴィエ・フパ＝ポカム vs. アレックス・リード ×
○ デイブ・レジェノ vs. アラン・マードック ×
○ ダニーロ・シェウマン vs. ジーン・シウバ ×
○ ルイス・アゼレード vs. ポール・デイリー ×
○ ビトー・シャオリン・ヒベイロ vs. 中村大介 × 【世界ライト級タイトルマッチ】
○ エルヴィス・シノシック vs. マーク・エプスタイン ×
○ ゼルグ・ガレシック vs. マーク・ウィアー × 【英国ミドル級タイトルマッチ】
○ ロブ・ブロートン vs. バタービーン ×

- Cage Rage 20: Born 2 Fight（2007年2月10日、英国・Wembley Arena）
○ Francis Hegany vs. リー・ドスキ ×
○ Jack Toczydlowski vs. ジェイソン・バレット ×
○ ロニー・マン vs. アシュレイ・グリムショー ×
○ マリウス・ザロムスキー vs. ダミアン・リシオ ×
○ 今成正和 vs. ロビー・オリヴィエ × 【世界フェザー級王者決定戦】
○ トム・ブラックレッジ vs. トム・ハワード ×
○ ロバート・ベリー vs. マーク・ブキャナン ×
○ 松井大二郎 vs. トム・ワトソン ×
○ デイブ・レジェノ vs. ダン・スバーン ×
○ テンギズ・テドラゼ vs. ロブ・ブロートン × 【英国ヘビー級タイトルマッチ】
○ ムスタファ・アルターク vs. マーク・ケアー ×
○ バタービーン vs. ジェームス・トンプソン ×

- Cage Rage 21: Judgement Day（2007年4月21日、英国・Wembley Arena）
○ グザヴィエ・フパ＝ポカム vs. トム・ワトソン ×
○ アレックス・オーウェン vs. ブラッド・ピケット ×
○ シリル・ディアバテ vs. ライアン・ロビンソン ×
○ ポール・デイリー vs. ポール・ジェンキンス × 【英国ウェルター級タイトルマッチ】
○ マーク・エプスタイン vs. ローマン・ウェーバー ×
○ マーク・ウィアー vs. 松井大二郎 ×
○ ムリーロ・ニンジャ vs. アレックス・リード ×
○ ジェームス・ジキック vs. エヴァンゲリスタ・サイボーグ × 【世界ライトヘビー級王者決定戦】
○ ビクトー・ベウフォート vs. アイバン・セラティ ×
○ ゲーリー・ターナー vs. タンク・アボット ×

- Cage Rage 22: Hard as Hell（2007年7月14日、英国・Wembley Arena）
○ トム・ワトソン vs. エド・スミス ×
○ マイケル・ジョンソン vs. ダミアン・リシオ ×
○ ロス・ポイントン vs. ディーン・ブレイ ×
○ マリウス・ザロムスキー vs. ロス・メイソン ×
○ ロビー・オリヴィエ vs. ロニー・マン × 【英国フェザー級タイトルマッチ】
○ ジェームス・マクスィーニー vs. マーク・ブキャナン ×
○ ポール・カフーン vs. マーク・エプスタイン × 【英国ライトヘビー級タイトルマッチ】
○ ゲーリー・ターナー vs. エジソン・ドラゴ ×
○ マリオ・スペーヒー vs. リー・ハスデル ×
○ ニール・グローブ vs. ジェームス・トンプソン ×
○ デイブ・レジェノ vs. ハーブ・ディーン ×
○ テンギズ・テドラゼ vs. バタービーン ×

- Cage Rage 23: Umbelievable（2007年9月22日、英国）
○ チェ・ミルズ vs. ロス・メイソン ×
○ ローマン・ウェバー vs. エド・スミス ×
○ ニール・グローブ vs. Domagoj Ostojic ×
○ マット・エウィン vs. アレックス・リード × 【英国ミドル級タイトルマッチ】
○ グザヴィエ・フパ＝ポカム vs. ピエール・ギレット ×
○ テンギズ・テドラゼ vs. ムスタファ・アルターク × 【英国ヘビー級タイトルマッチ】
○ ジーン・シウバ vs. クリス・ブレナン ×
○ ポール・デイリー vs. マーク・ウィアー × 【世界ウェルター級王者決定戦】
○ ビクトー・ベウフォート vs. ジェームス・ジキック × 【世界ライトヘビー級タイトルマッチ】
○ ゲーリー・ターナー vs. ジュリアス・フランシス ×

- Cage Rage 24: Feel The Pain（2007年12月1日、英国）

- Cage Rage 25: Bring It On（2008年3月8日、英国）

- Cage Rage 26: Extreme（2008年5月10日、英国・NEC Arena）

- Cage Rage 27: Step Up（2008年7月12日、英国）

- Cage Rage 28: VIP（2008年9月20日、英国）